# 파리 (곤충)
파리는 파리목(쌍시목)에 속하는 곤충의 일부를 아울러 이르는 말이다. 주로 환봉아목에 속하지만, 이 류에 속하는 곤충들을 모두 하나로 모아 분류학적으로 정확하게 정의하기는 힘들다.
뒷날개가 퇴화하여 평균곤으로 변화되어 날개가 한 쌍 뿐인 종류도 있다. 동물의 배설물까지 먹이로 삼는 종류가 있어서 사람이 주로 거주하는 지역에서 병원균을 옮기는 위생 해충이다. 천적으로는 사마귀와 거미, 잠자리, 파리매, 개구리, 개미(구더기시절) 등이 있다.

## 특징
성충은 머리·가슴·배의 세 부분으로 나뉘고 각각 이것에 부속된 기관으로 이루어진다. 몸에는 많은 털과 센털이 있고 여러 가지 빛깔의 비늘가루로 줄무늬와 점무늬를 이룬다. 머리는 원형 또는 타원형이다. 겹눈은 머리의 대부분을 차지하고 정수리 삼각부에 세 개의 홑눈이 있다. 더듬이는 세 마디이고 셋째마디가 길며 가운데 부위의 더듬이털이 종류에 따라 깃 모양·빗 모양·긴 채찍 모양을 이룬다. 입은 핥고 빨 수 있게 적응되었고 주둥이와 순판부(脣瓣部)로 나뉜다. 가슴은 앞·가운데·뒷가슴으로 구분되고 가운뎃가슴에 한 쌍의 앞날개가 붙어 있다. 날개는 투명한 막질로서 이것을 지탱하는 키틴질의 날개맥이 있다.
다리는 앞·가운데·뒷가슴의 배쪽 양측으로 각각 한 쌍씩 붙어 있다. 각 다리는 넓적다리마디·종아리마디·발목마디가 있으며 발목의 끝마디에 한 쌍의 발톱이 있고 두 발톱 사이에 발바닥이 있어 맛과 냄새를 느낀다. 배는 여러 개의 마디로 이어졌고 각 마디는 키틴질의 외골격인 등판과 배판이 막으로 연결되어 고리 모양으로 앞뒤로 이어져 있다. 다섯째 마디 이후는 생식마디로 변형되었다.

## 생식 및 출생

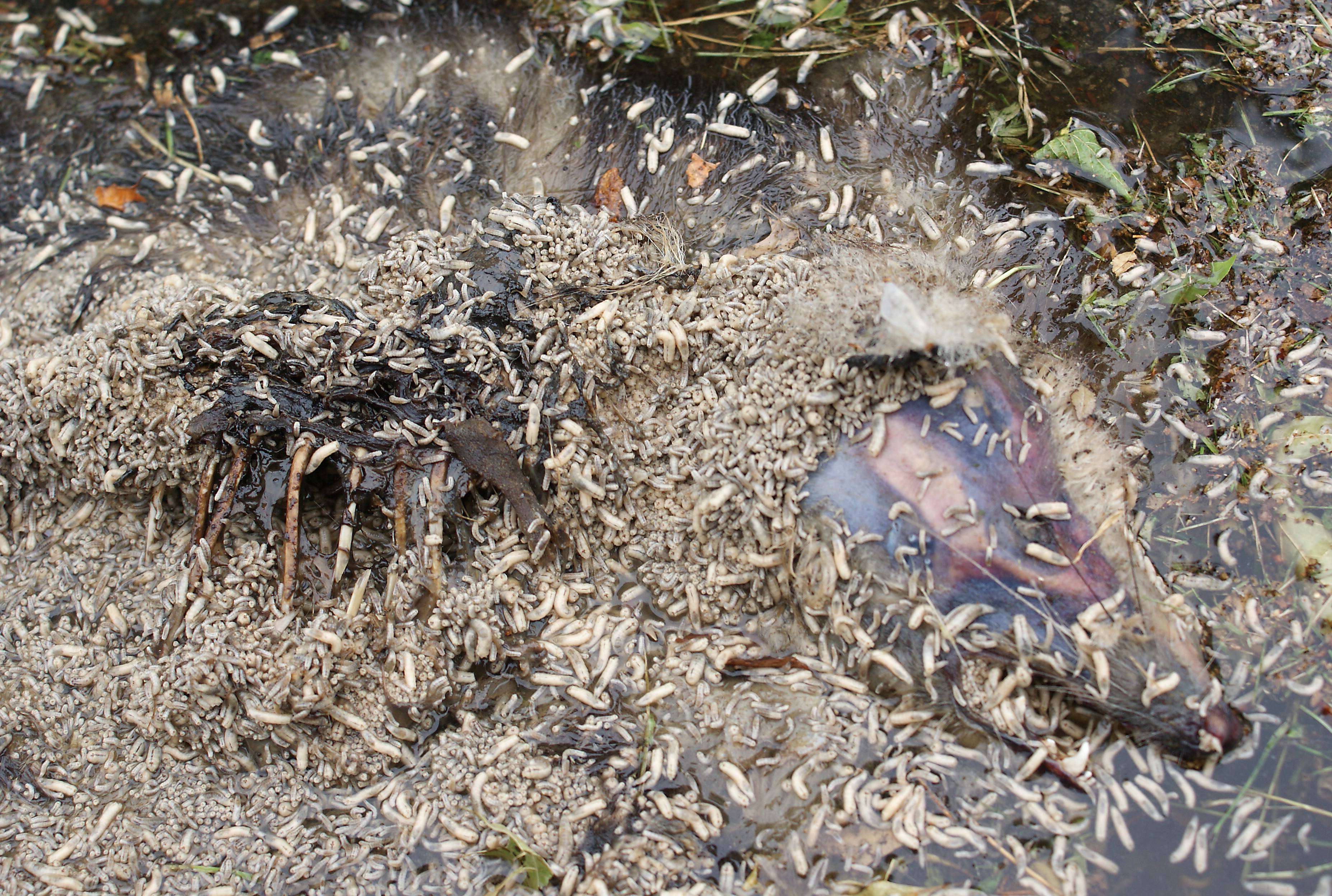
죽은 주머니쥐(Virginia Opossum)의 시체에 구더기들이 끓고 있다.

생식기관은 다른 곤충에 비해 크게 발달되어 있어 수컷의 음경은 여러 가지 종류의 지지기관과 부속지가 연합되어 보호되어 있고, 암컷의 몸 속 수정낭에는 정자를 보존할 수 있어 한 번의 교미로 오랫동안 정자를 몸 속에 지니면서 수정란을 낳을 수 있다. 알은 집파리의 경우 50~150개, 검정파리는 400여 개 낳는다. 암컷은 일생 동안 6~9회 알을 낳는데, 번데기에서 부화한 성충은 빠른 것은 24시간 만에 교미하고 3일째부터 산란을 시작한다. 알은 유백색의 길쭉한 바나나 모양을 하고 한가운데에 난황이 모여 있다.
파리의 유충은 머리의 발달이 나쁘고 먹이를 갉아 먹는 데 쓰이는 갈고리입으로 되어 있다. 일반적으로 '구더기'로 불린다. 구더기는 식품·쓰레기 더미·죽은 동식물·물 속·흙 속·식물체의 표면인 조직 속·다른 곤충의 몸 속 등 사는 곳이 다양하다. 유충은 몇 번 탈피를 거쳐 번데기로 되는데, 장차 첫째마디가 머리, 2~4째마디가 가슴이 되고 나머지 마디가 배와 생식마디가 된다.
번데기는 두 번 탈피한 제3령충의 허물이 그대로 굳어져 단단한 번데기의 껍질로 변하고 장차 성충이 될 몸체가 들어앉게 된다. 파리는 모기 및 등에 무리와는 달리 번데기에서 성충이 될 때 고리마디로 된 번데기껍질을 가로로 찢고 나온다.
파리의 성충은 여름에는 9주 정도 살지만 봄가을에는 더 오래 산다. 대부분 알·유충·번데기의 상태로 겨울을 나지만 일부 종은 성충의 상태로 겨울잠을 자기도 한다.

## 파리와 사람

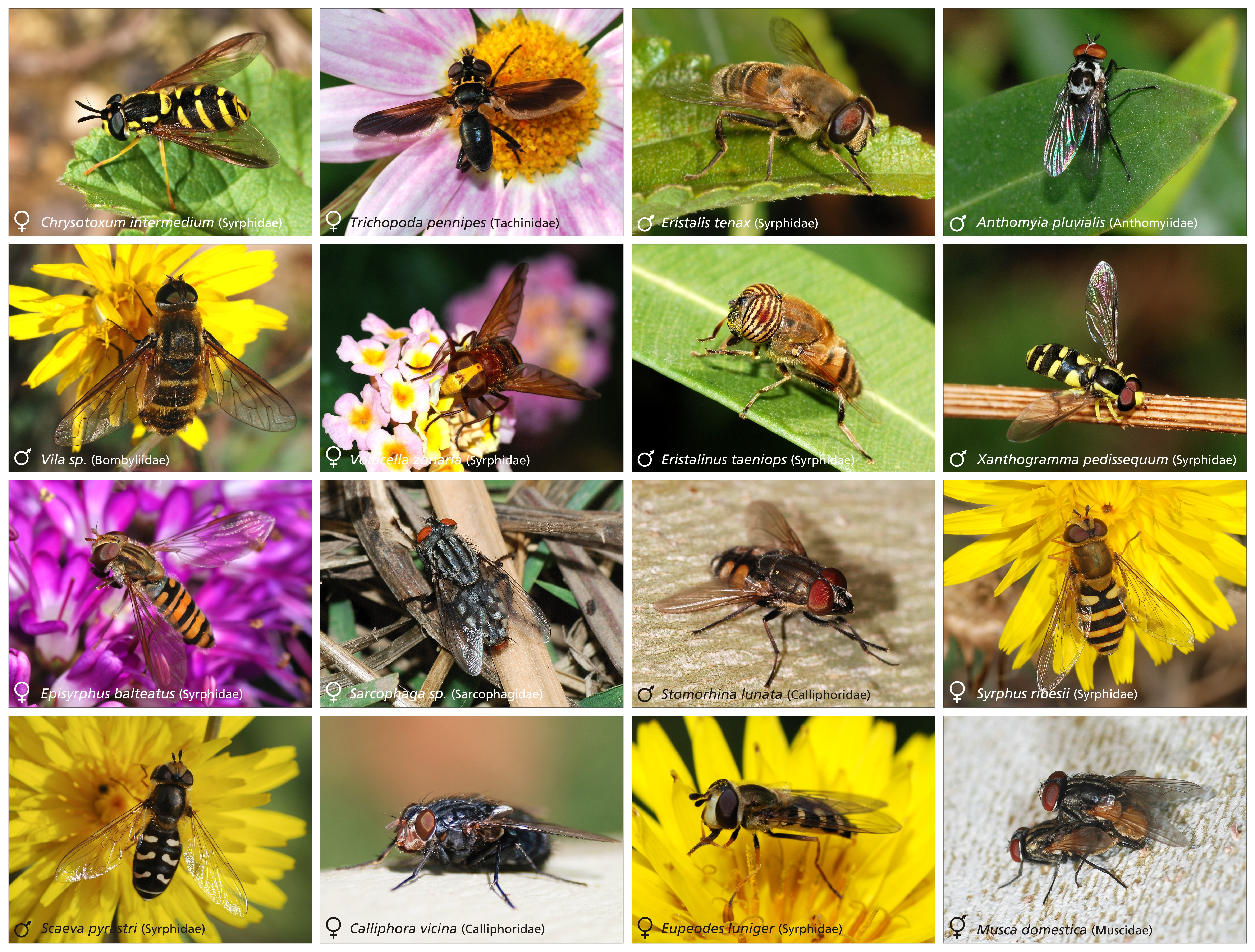
다양한 파리의 종류

### 발생원
파리의 발생원은 주택가의 쓰레기 처리장(집파리), 산과 들의 쓰레기통(검정파리·금파리·쉬파리), 해변의 어물 건조장(금파리), 소,돼지,닭,개,말처럼 동물의 배설물 (애기집파리·큰집파리·붉은종아리큰집파리),(검정집파리·제주등줄집파리·침파리) 등이다. 이밖에 호박과실파리 등 과실파리 종류는 과일이나 채소에 피해를 주기도 한다.

### 특징

#### 익충
이와 같이 파리는 사람에게 백해무익한 곤충으로 알려져 왔으나, 산과 들의 꽃에 모여들어 꽃가루옮김을 도와주는 꽃파리, 숲 속에 사는 대모파리·꽃등에 등은 꽃벌이나 꿀벌처럼 꽃가루받이에 유익한 면을 주기도 하고, 기생파리나 파리매는 해충을 잡아먹는다. 정확하게 말하면 기생파리는 애벌레가 숙주인 나방이나 나비애벌레 몸에 알을 낳으면 체액과 번데기의 몸을 먹으며, 파리매는 곤충을 잡아서 체액을 먹는다. 곤충학자 정부희가 쓴 《곤충의 밥상》에 따르면, 여러 곤충들의 체액을 소화할 수 있다고 한다. 또한 초파리는 교배가 쉬워 유전학 실험에 많이 쓰인다. 이중 꽃등에는 애벌레가 진딧물의 천적이다. 실제 장미처럼 진딧물들이 기생하는 식물들을 자세히 관찰해보면, 꽃등에 애벌레가 진딧물을 입에 물고 잡아먹는다.

### 증가
지구 온난화와 쓰레기와 이산화탄소때문에 파리가 증가하고 있다.

## 같이 보기
- 검정파리
- 금파리
- 쉬파리
- 쇠파리
- 똥파리
- 집파리
- 체체파리
- 초파리
- 벼룩파리
- 노랑초파리
- 솔잎혹파리
- 파리지옥
- 큰검정뺨금파리
- 시체도둑파리
- 치즈도둑파리